# École supérieure de musique de Stuttgart
L'École supérieure de musique de Stuttgart (en allemand : Hochschule für Musik de Stuttgart) est une école supérieure de musique sise à Stuttgart et dont la fondation date de 1857.
Wilhelm Kempff y exerce en tant que professeur puis directeur de 1924 à 1930.

## Élèves notables
- Wolfgang Dauner[2].
- Maria Kolesnikova, musicienne et femme politique biélorusse, activiste et actuellement prisonnière politique  en Biélorussie[3].
- Gerhard Oppitz, pianiste